# Joseph Siquet
Joseph Siquet (Huy, 17 agosto 1901 – Huy, 30 maggio 1983) è stato un ciclista su strada belga, professionista dal 1925 al 1934.

## Carriera
Corridore adatto alle corse di un giorno, riuscì in carriera ad ottenere un secondo e un terzo posto alla Liegi-Bastogne-Liegi, oltre a due vittorie nel Circuito di Meise.

## Palmarès

### Strada
- 1926

Circuito di Meise
- 1927

Circuito di Meise

## Piazzamenti

### Classiche monumento
- Giro delle Fiandre

1927: 21º
- Parigi-Roubaix

1928: 32º
- Liegi-Bastogne-Liegi

1926: 2°
1926: 3°